# Střezimíř
Střezimíř (en allemand : Stresimirsch) est une commune du district de Benešov, dans la région de Bohême-Centrale, en République tchèque. Sa population s'élevait à 324 habitants en 2020.

## Géographie
Střezimíř se trouve à 15 km au nord-nord-est de Tábor, à 29 km au sud-sud-est de Benešov et à 62 km au sud-sud-est de Prague.
La commune est limitée par Sedlec-Prčice et Červený Újezd au nord, par Mezno à l'est, par Borotín au sud et à l'ouest.

## Histoire
La première mention écrite de la localité date de 1252.